# WordStar
WordStar is een tekstverwerker, uitgebracht door MicroPro, aanvankelijk voor het besturingssysteem CP/M, later ook voor DOS. Het programma had een belangrijk marktaandeel begin tot halverwege de jaren 80. De hoofdeigenaar van het bedrijf was Seymour I. Rubinstein.

## Interface
WordStar wordt nog steeds vaak gezien als een van de mooiste voorbeelden van een "schrijfprogramma". Omdat het was ontworpen voor uitvoerapparatuur die enkel tekst kon weergeven met één enkel functioneel lettertype, lag de klemtoon van het programma om tekst, zonder directe wysiwyg opmaak op het scherm. Omdat het instellen van lettertypes en de lay-out slechts functies waren die op de tweede of derde plaats kwamen, nadat het document was geschreven, bewerkt en nagelezen, werd de schrijver niet afgeleid door de vele opmaakmogelijkheden die latere tekstverwerkers aanboden.
De machines waarvoor WordStar oorspronkelijk was ontwikkeld, hadden geen reeks aparte functietoetsen of cursortoetsen (bv. pijltoetsen, Page Up/Down), in de plaats daarvan maakte WordStar gebruik van sequenties van lettertoetsen in combinatie met de "Control"-toets. Het bereiken van de functie- of cursortoetsen betekent voor typisten bovendien vaak dat ze hun vingers moet verplaatsen van de standaardposities, wat het ritme van het typen verstoort.
Bijvoorbeeld de "ruit" Ctrl-S/E/D/X verplaatste de cursors één letter of lijn naar links, boven, rechts of beneden. Ctrl-A/F (aan de buitenkant van de diamant) verplaatste de cursor één volledig woord naar links/rechts, Ctrl-R/C (juist voorbij de toetsen voor omhoog en omlaag) scrolde een volledige pagina naar boven/naar beneden. Wanneer men deze toetsencombinaties liet voorafgaan door Ctrl-Q, werd hun betekenis vaak uitgebreid, en verplaatste men de cursor naar het einde/begin van de regel, het einde/begin van het document, enz. Ctrl-H kwam overeen met backspace en verwijderde het teken. Commando's voor het instellen van vet of cursief lettertype, afdrukken, kopiëren of verwijderen van blokken tekst, opslaan of openen van bestanden van schijf, enz. waren typisch een korte toetsensequentie, zoals Ctrl-P-B voor vet, of Ctrl-K-S om een bestand op te slaan. De codes voor de opmaak verschenen op het scherm, zoals ^B voor vet, ^Y voor cursief, en ^S voor onderlijnen.
Hoewel veel van deze sequenties niet vanzelfsprekend waren, kon men vaak ezelsbruggetjes toepassen, bijvoorbeeld Ctrl-Print-Bold (druk vet), Ctrl-blocK-Save (blok opslaan). Regelmatige gebruikers leerden deze combinaties via fysiek geheugen, zodat zij als het ware snel door een document konden bladeren op het gevoel, in plaats van te memoriseren dat "Ctrl-S = cursor naar links". WordStar Keyboard Command Emulators bestaan voor huidige versies van Microsoft Word (2003).
Sommige gebruikers zijn van mening dat het verplaatsen van de Ctrl-toets van zijn positie net links van de A-toets van toetsenborden uit het PC XT-tijdperk (de plaats waar men op moderne computers Caps-Lock vindt) naar een positie uiterst links beneden, dit werken op gevoel belemmert, tenzij men in software het toetsenbord herindeelt en deze twee toetsen omwisselt. Andere gebruikers verkiezen twee Ctrl-toetsen, aan beide kanten van de spatiebalk, wat het typen met acht vingers vergemakkelijkt. WordStar kan inderdaad gezien worden als een derde interface naar het toetsenbord, bv. op QWERTY: 1) de kleine letters en getallen, 2) hoofdletters en symbolen, die men bereikt via de Shift-toets, en 3) bewerken en opmaken door midden van de Ctrl-toetsen.
WordStar had zwakkere punten, zo was het niet mogelijk om een regel automatisch uit te lijnen terwijl er letters getypt of verwijderd werden. Paragrafen moesten dus opnieuw opgemaakt worden door middel van een commando nadat men bewerkingen en wijzigingen had doorgevoerd. Er kon ook een commando gegeven worden om het volledig document te herformatteren, nadat het bewerkt of herschreven was.
De interface van WordStar liet een grote erfenis na, zoals veel teksteditors die werken onder MS-DOS, Linux en andere UNIX-varianten en die de WordStar keyboard commands emuleren met combinaties met de Control-toets. De populaire Delphi en C++Builder-compiler alsmede de populaire VS-Code gebruikt WordStar toetsenbordcommando's in zijn IDE-editor.

## Mogelijkheden
MailMerge was een uitbreidingsprogramma dat een "merge printing" (afdruk samenvoegen) voor mailings of brieven in grote oplages mogelijk maakte. Relevante gegevens, zoals naam, adres, woonplaats, postnummer, land, enzovoort werd opgeslagen in gegevensbestanden die niet tot het document behoorden. Documenten zoals zakenbrieven konden dan in serie worden afgedrukt, door het invoegen van gegevensvelden in "master documents". Deze hoofddocumenten bevatten gemeenschappelijke tekst, zoals een zakenbrief, maar met gegevensvelden op de plaatsen waar de relevante gegevens van de geadresseerde moeten komen. Door bijvoorbeeld een aantal versies van het hoofddocument af te drukken, werden brieven gepersonaliseerd voor de verschillende ontvangers en in serie afgedrukt, doordat de informatie uit de gegevensbestanden werd gehaald in ingevoegd op de plaats van de velden. Op deze manier kan brieven in grote oplage worden voorbereid, maar werd elke brief nog automatisch individueel aangepast.
Andere uitbreidingen waren SpellStar, een programma voor spellingscontrole, dat later toegevoegd werd als een deel van WordStar zelf; en DataStar, een programma dat speciaal bedoeld was om het maken van de gegevensbestanden voor het samenvoegen van afdrukken te vergemakkelijken. dit waren revolutionaire opties voor PC-gebruikers tijdens de vroege jaren 80.
WordStar benoemde bestanden ofwel als "document", ofwel als "nondocument", wat vaak tot verwarring leidde bij gebruikers. Met "document" bedoelde men WordStar-tekstbestanden, die commando's voor tekstverwerking en opmaak intern verborgen hadden. "Nondocument" bestanden waren pure ASCII tekstbestanden die geen commando's bevatten. WordStar in "Nondocument Mode" gebruiken was hoofdzakelijk hetzelfde als het gebruiken van een traditionele teksteditor, maar met meer geavanceerde opties dan men kon vinden in sommige mainframe-gebaseerde editors.

## Bestandsnaamextensies
- Standaard hebben DOS WordStar-bestanden geen extensie, bepaalde gebruikers namen hun eigen gewoontes aan, zoals de letters WS, gevolgd door het versienummer (bijvoorbeeld, WS3). Back-up-bestanden werden automatisch opgeslagen met de extensie BAK.
- WordStar for Windows-bestanden gebruikten de extensie WSD
- WordStar for Windows-sjablonen (templates) gebruiken de extensie WST
- WordStar for Windows-macro's gebruiken de extensie WMC
- WordStar for Windows tijdelijke bestanden gebruiken de extensie !WS
- WordStar 2000 voor DOS en UNIX PC hebben geen vaste extensie, maar DOC werd veel gebruikt.

Opmerking:
- Er is geen WordStar 2000 voor Windows.
- WordStar for Windows werd ook uitgebracht onder de naam WordStar Personal Writer, en is een ontwikkeling van WordStar Legacy, dat zelf ontwikkeld is uit een programma dat Legacy heet. Xoom bracht ook een versie van WordStar for Windows 2.0 uit, dat Xoom Word Pro heette.[1]

## Geschiedenis
WordStar werd oorspronkelijk ontwikkeld voor CP/M, een van de populairste besturingssystemen voor de microcomputer vóór het MS-DOS-tijdperk. Het was de tekstverwerker met de meeste opties en het grootste gebruiksgemak die beschikbaar was voor dit besturingssysteem, en werd een de facto standaard. WordStar was met name de laatste commerciële tekstverwerker die het besturingssysteem CP/M ondersteunde. Versie 4, de laatste versie die compatibel was met CP/M werd standaard verkocht op een 5¼"-floppydisk, of een 8"-versie als optie.
De DOS-versie leek sterk op het origineel, en hoewel de IBM PC pijltjestoetsen en aparte functietoetsen had, behield men de traditionele "WordStar diamant" en andere functies met de Ctrl-toets, wat ervoor zorgde dat dit programma makkelijk kon gebruikt worden door voormalige gebruikers van CP/M. De eerste versie voor DOS was een directe port van de versie voor CP/M, en gebruikte daardoor slechts 64K RAM, hoewel DOS tot 640K ondersteunde. De gebruikers leerden vlug dat ze deze versie van WordStar veel sneller konden draaien door gebruik te maken van een mogelijkheid in DOS om een "RAM-disk" in geheugen te creëren, en de WordStar programmabestanden daar op te kopiëren. WordStar had nog steeds regelmatig toegang tot de "schijf", maar de veel vluggere toegangstijd van de RAM-schijf ten opzichte van een floppy leverde een wezenlijke snelheidsverbetering. De bewerkte versies van documenten werden echter enkel opgeslagen op deze RAM-schijf en moesten dus naar fysische magnetische media gekopieerd worden voor men opnieuw opstartte.
Tegen halverwege de jaren 80 was WordStar de populairste tekstverwerker ter wereld. IBM domineerde echter de markt van dedicated tekstverwerkers, met zijn Displaywriter, dat enkel draaide op machines die speciaal gebruikt werden voor het schrijven en bewerken van documenten. Er waren verscheidene dedicated tekstverwerkingsmachines in die tijd, maar IBM's grootste concurrent was Wang Laboratories. Zulke machines waren duur en werden in het algemeen benaderd via terminals die verbonden waren met een centraal mainframe of middelgrote computers.
Wanneer IBM aankondigde dat ze een PC-versie op de markt zouden brengen onder de naam DisplayWrite, concentreerde MicroPro zich op het creëren van een kloon daarvan, die ze op de markt brachten als WordStar 2000. Geen van beide programma's kende het succes dat de ontwikkelaars hadden gehoopt, en het gebrek aan aandacht dat MicroPro had voor de originele WordStar, had er ondertussen voor gezorgd dat concurrerende producten een stuk van het marktaandeel hadden ingepalmd. Vooral WordPerfect nam een belangrijk deel van de markt van tekstverwerkingssoftware in. Met zijn standaardinstellingen gebruikte het een kleiner deel van het scherm voor menu's dan WordStar, en had het een verzorgder, minder verward uitzicht. WordPerfect gebruikte ook dezelfde toetsensequenties als de populair lijn van dedicated tekstverwerkingscomputers van Wang, zodat deze populair werd bij secretaresses die van zulke machines overschakelden op PC's.
MicroPro International herstructureerde zich als WordStar International, en nam veel van de WordStar-programmeurs, die het bedrijf hadden verlaten tijdens de overgang naar WordStar 2000, opnieuw in dienst. Er kwamen van WordStar nieuwe versies uit, van 4.5 tot 5.0 tot 5.5 tot 6.0, en een deel van het verloren marktaandeel werd heropgebouwd. Een interne onenigheid tussen "oude" ontwikkelaars van versie 6.5 (gericht op MS Word-gebruikers) en de "jonge" die werkten aan versie 7.0 (gericht op WordPerfect-gebruikers), leidde tot het schrappen van de eerstgenoemde versie, het uitbrengen van de laatstegenoemde, jaren voor de oorspronkelijk geplande verschijningsdatum.
Zoals veel andere producenten van succesvolle DOS-toepassingen, talmde WordStar International aleer te beslissen om een versie te maken voor het commercieel succesvolle Windows 3.0. Het bedrijf kocht Legacy, een bestaande Windows-gebaseerde tekstverwerker, paste die aan, en bracht die uit als WordStar for Windows in 1991. Het product werd goed onthaald, en bevatte veel opties die enkel bestonden in de duurdere desktop publishing-pakketten. De uitgestelde lancering van het product betekende echter dat Microsoft Word al een stevige positie had verworven als industriestandaard gedurende de twee voorgaande jaren.
WordStar wordt nog steeds actief gebruikt door honderden mensen in de WordStar Users Group Community (zie de externe links hieronder). Zij leveren technische ondersteuning, updaten macro's en scripts, printer- en muisstuurprogramma's, enz aan elkaar via de WordStar-mailinglist, die gestart werd in mei 1996 en zonder onderbreken nog steeds doorgaat (met één verhuis van Cuenet naar WordStar2 in 2002).
Schrijver George R.R. Martin, bekend van de Game of Thronesboeken, schrijft zijn boeken met Wordstar 4.